# La Gazette du Rouergue
La Gazette du Rouergue est un journal d'opinion légitimiste qui a été diffusé au XIXe siècle. 

## Histoire
Ce journal a été fondé en 1831 dans le département de l'Aveyron par Hippolyte de Barrau, l'un des notables de ce département et frère d'Eugène de Barrau, un notable lui aussi et fondateur de L'Écho de l'Aveyron.
Il cessa de paraître en 1836.